# Pagodula
Pagodula is een geslacht van slakken uit de familie van de Muricidae. De wetenschappelijke naam van de soort is voor het eerst geldig gepubliceerd in 1884 door Tommaso di Maria Allery Monterosato.

## Kenmerken
Het zijn kleine tot middelgrote zeeslakken; volwassen dieren zijn 22 tot 53 mm hoog. Ze hebben een witte, vrij dunne schelp. 

## Verspreiding en leefgebied
Ze komen over de hele wereld voor. De meeste soorten leven op meer dan 700 meter diepte, er zijn echter exemplaren op meer dan 3.000 meter diepte aangetroffen.

## Soorten
Marshall en Houart (2011) lijstten de hierna volgende levende soorten op:
- Pagodula abyssorum
- Pagodula acceptans
- Pagodula aculeata
- Pagodula araios
- Pagodula arnaudi
- Pagodula atanua
- Pagodula carduelis
- Pagodula ceciliae
- Pagodula columbarioides
- Pagodula concepcionensis
- Pagodula condei
- Pagodula cossmanni
- Pagodula declinans
- Pagodula echinata
- Pagodula eos
- Pagodula eumorpha
- Pagodula fraseri
- Pagodula golikovi
- Pagodula guineensis
- Pagodula hastula
- Pagodula maxwelli
- Pagodula kosunorum
- Pagodula lacunella
- Pagodula lata
- Pagodula limicola
- Pagodula lochi
- Pagodula macquariensis
- Pagodula mucrone
- Pagodula multigrada
- Pagodula obtusa
- Pagodula obtuselirata
- Pagodula occidua
- Pagodula parechinata
- Pagodula planispina
- Pagodula plicilaminata
- Pagodula poirieria
- Pagodula procera
- Pagodula pulchella
- Pagodula pygmaea
- Pagodula sansibarica
- Pagodula siberutensis
- Pagodula tangaroa
- Pagodula tenuirostrata
- Pagodula venusta
- Pagodula veronicae
- Pagodula verrillii
- Pagodula ziczac

Na een moleculaire fylogenetische analyse van de onderfamilie Pagodulinae stelden Barco, Marshall, Houart en Oliverio in 2015 echter voor om een groep van Pagodula-soorten onder te brengen in een ander geslacht, namelijk Enixotrophon. Enkel de volgende soorten rekenden zij nog tot Pagodula (fossiele soorten niet meegerekend):
- Pagodula abyssorum
- Pagodula aculeata
- Pagodula cossmanni
- Pagodula echinata
- Pagodula fraseri
- Pagodula guineensis
- Pagodula lacunella
- Pagodula limicola
- Pagodula mucrone
- Pagodula parechinata
- Pagodula verrillii

WoRMS rekent ook nog Pagodula golikovi tot dit geslacht (die soort is niet vermeld in het artikel van Barco et al.).

## Indeling volgens WoRMS
- Pagodula abyssorum (Verrill, 1885)
- Pagodula aculeata (Watson, 1882)
- Pagodula carinata (Bivona, 1832) †
- Pagodula cossmanni (Locard, 1897)
- Pagodula delli Beu, 1970 †
- Pagodula echinata (Kiener, 1840)
- Pagodula fraseri (Knudsen, 1956)
- Pagodula golikovi (Egorov, 1992)
- Pagodula guineensis (Thiele, 1925)
- Pagodula lacunella (Dall, 1889)
- Pagodula limicola (Verrill, 1885)
- Pagodula mucrone (Houart, 1991)
- Pagodula parechinata Houart, 2001
- Pagodula vaginata (de Cristofori & Jan, 1832) †
- Pagodula vegrandis P. Marshall & R. Murdoch, 1923 †
- Pagodula verrillii (Bush, 1893)